# Gare de Creveney - Saulx
Gare de Creveney - Saulx vasútállomás Franciaországban, Creveney településen.

## Vasútvonalak
Az állomást az alábbi vasútvonalak érintik:
- Párizs–Mulhouse-vasútvonal

## Kapcsolódó állomások
A vasútállomáshoz az alábbi állomások vannak a legközelebb: